# Ши Ланг

Ши Ланг в компанії високопоставлених осіб

Ши Ланг (кит.: 施琅, міньнань: Si Lông, англ.: Shi Lang, Sego, Secoe; 1621 — 1696), правитель (Хоу) Цзінхаю, був китайським адміралом, який служив при династіях Мін і Цін у XVII столітті. Головнокомандувач цінського флоту, який розгромив Королівство Туннінг у 1683 році на Тайвані та знищив військову могутність нащадків Чжен Ченгуна в 1660-х роках. Пізніше Ши керував частиною Тайваню.

## Ранні роки та кар'єра
Ши Ланг народився в 1621 році в провінції Фуцзянь. У юності він вивчав військову стратегію і став особливо досвідченим у морській війні. Також славився своєю силою, лютістю та бойовими навичками. Імператор Сюаньє одного разу описав його як запеклого воїна, який також володів навичками військового командування, однак був прямолінійною людиною, якій бракувало елементарних манер і ввічливості. Провівши ряд незначних операцій на місцевому рівні разом зі своїм батьком, він приєднався до військово-морського флоту Чжен Чжилун. Ши Ланг на початку 1640-х років служив у флоті ридини Чженів, де в нього трапився конфлікт із сином Чжен Чжилуна Чжен Ченгуном. Тоді Ши перейшов на сторону династії Цін у 1646 році, після того як Чжен Ченгун убив його батька, брата та сина.

## Протистояння з Чженами
Цінські правителі цінували Ши Ланга за його морський досвід і мережу контактів у великих торговельних портах Східної Азії. Він супроводжував принца Джіду (сина Джіргаланга) в експедиції в Фуцзяні в 1656 році і отримав звання помічника бригадного генерала. Під час кампанії 1663 року проти Династії Чжен він командував голландськими флотом, щоб забезпечити перемогу Династії Цін. У 1668 році розробив план витіснення прихильників династії Мін з Тайваню та Пескадорських островів (Пенху), але ця пропозиція не була схвалена. Його було призначено на посаду в імператорській охороні та прикріплено до китайського Жовтого прапора .

## Завоювання Тайваню
У 1681 році, після повстання трьох уділів, імператор Сюаньє шукав воєначальника для операції по захопленю Тайваню. Дослухаючись поради Лі Гуанді, він вибрав Ши Ланга. Ши наполягав на незалежному командуванню, а не підкорятися Яо Цішену, генерал-губернатору Фуцзяня. 8 липня 1683 року, після тривалої підготовки, Ши Ланг вивів військо з 300 кораблів і 20 000 солдатів з Туншаня, Фуцзянь. 16–17 липня він здобув перемогу над військово-морським командувачем Чженів, Лю Госюанем, у великій битві біля Пескадорських островів. 5 вересня Ши Ланг отримав пропозицію про капітуляцію від Чжен Кешуана здатися. 3 жовтня він прибув до Тайваню та прийняв офіційну капітуляцію Лю Госюаня та Чжен Кешуана.
Після цієї успішної кампанії Ши Ланг повернувся на материковий Китай і працював над тим, щоб переконати імператора Сюаньє приєднати Тайвань до Китаю. У той час серед багатьох в уряді Цін було несприйняття щодо анексії Тайваню. Противники приєднання стверджували, що його утримання стане економічним тягарем для імперії. Однак імператор прийняв сторону Ши Ланга, і в 1684 році острів було поділено на три повіти та створено префектуру Тайвань провінції Фуцзянь.
Ши Ланг був проголошений «генералом, який підтримує мир на морях» (靖海将军) і отримав спадковий титул Хоу. За власним бажанням йому було спеціально надано привілей носити почесне павине перо. Ши Ланг продовжував працювати на своїй посаді у Фуцзяні, захопивши майже половину придатних земель на півдні Тайваню. Ши отримував дохід від оподаткування багатих та бідних місцевих громад і запровадив політику, спрямовану на ізоляцію Тайваню від решти імперії Цін — прибережним провінціям було заборонено контактувати з Тайванем, навіть китацям із внутрішніх провінцій було заборонено привозити свої сім'ї з собою на острів. У 1688 році на аудієнції в Пекіні імператор Сюаньє дозволи Ши Лангу сидіти в своїй присутності, підтвердивши, що він повністю довіря Ши. У Фуцзяні Ши Ланг залишався на посаді до своєї смерті в 1696 році.

## Спадщина

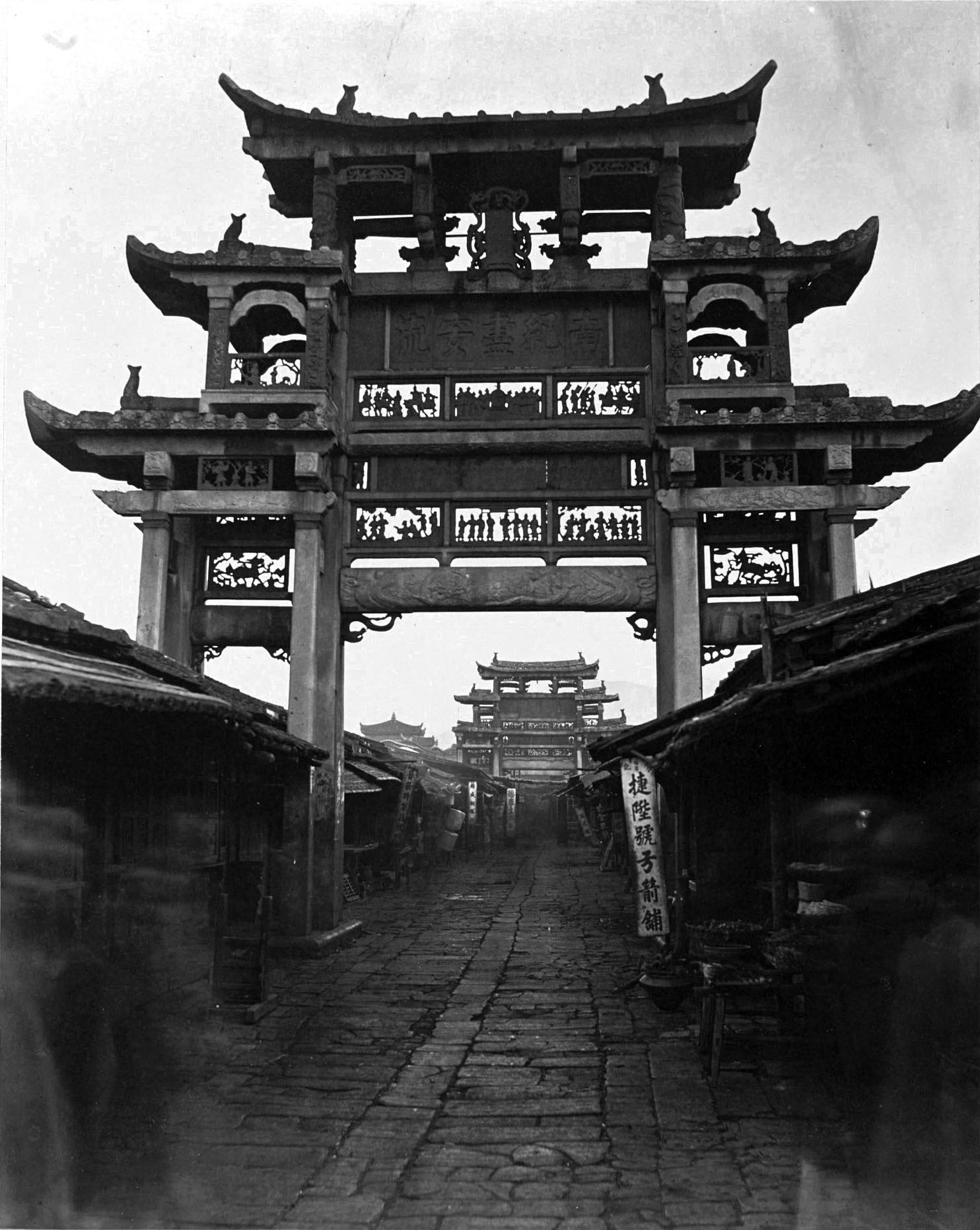
Пайфан в Цюаньчжоу в пам'ять про Ши Ланга. (Фотографія зроблена між 1860 і 1880 роками)

Ши Ланг отримав посмертне ім'я «Сянчжуан» (襄壮), а також звання «молодшого наставника спадкоємця». У 1732 році його ім'я було внесено для поклоніння в Храмі видатних державних діячів. Один із його синів отримав звання адмірала, а інший був державним чиновником. Сім'я Ши отримала особливий привілей, здійснювати поховання на кладовищі своїх предків у Цзіньцзяні.
Хоча Ши Ланг відомий своїми військовими досягненнями, він залишається суперечливою фігурою в сучасному Китаї. Його засуджують як зрадника династі Мін. Як перебіжчика, його подвиги загалом применшували уряди Тайваню та Китаю, і пам'ятають його на Тайвані як завойовника та жорстокого правителя.

## У масовій культурі
Ши Ланг з'являється як другорядний персонаж у китайському романі (уся) «Олень і казан» Цзінь Юна . У романі імператор Сюаньє наказує Ши Лангу допомогти головному герою Вей Сяобао знищити культ містичного дракона. Битва при Пенху, в якій Ши Ланг здобув цінському флоту перемогу над військами Королівства Туннінг.